# Marius Kristensen
Marius Kristensen (født 27. april 1869 i Lystrup, Elsted Sogn, død 2. november 1941 i København) var en dansk sprogforsker, lærer ved Askov Folkehøjskole 1895-1927 og derefter til sin død lønnet af Carlsbergfondet. 
Han var søn af gårdmand Peder Andersen Kristensen og hustru Ane Andersen i Baastrup i Hylke Sogn. Han blev gift 1. august 1899 med Ane Marie Hansen, født 13. september 1872 i Tranekær på Langeland, der var lærerinde, datter af sognepræst Hans Anton Hansen og hustru Jensine Margrethe Mathiassen i Blegind Præstegård.
Kristensen var uddannet cand.mag., blev dr.phil. 1906 og øvede en betydningsfuld indsats i dansk dialektologi; et hovedværk er Kort over de danske folkemål med forklaringer (1898-1912, sammen med V. Bennike). Til sprog- og kulturhistorien bidrog han med bl.a. disputatsen Fremmedordene i det ældste danske skriftsprog (1906) og de omhyggelige tekstudgaver Harpestræng (1908-20) og En klosterbog fra middelalderens slutning (1928-33). Han udarbejdede desuden første halvbind af Danmarks gamle Personnavne (1936-40, sammen med Gunnar Knudsen).

## Udvalgt bibliografi
- Marius Kristensen (1897), "Hvor mange Ord bruger vi?", Aarbog for Dansk Kulturhistorie: 57-68, Wikidata  Q117802956
- Odo of Meung; Marius Kristensen; Henrik Harpestraeng; Saxo Arnoldus; Bishop of Rennes Marbode (1920), Gamle danske urtebøger, stenbøger og kogebøger, København: Unknown, doi:10.5962/BHL.TITLE.119415, Wikidata  Q51395441

## Externe henvisninger
- Biografi Arkiveret 24. august 2013 hos  Wayback Machine i Danske Studier